# Mimoclystia thermochroa
Mimoclystia thermochroa là một loài bướm đêm trong họ Geometridae.